# Mörrum
Mörrum – miejscowość (tätort) w Szwecji, w regionie administracyjnym (län) Blekinge, w gminie Karlshamn.
Według danych Szwedzkiego Urzędu Statystycznego liczba ludności wyniosła: 3903 (31 grudnia 2015), 4026 (31 grudnia 2018) i 4008 (31 grudnia 2019).